# Carsten Peter Thiede
Carsten Peter Thiede KStJ (* 8. August 1952 in Berlin; † 14. Dezember 2004 in Paderborn) war ein deutscher Literaturwissenschaftler, Historiker, Papyrologe und Theologe.

## Leben
Carsten Peter Thiede wuchs in West-Berlin als Sohn eines Beamten auf und spielte zeitweise Volleyball in der deutschen Bundesliga, der Schweizer Nationalliga und der britischen League National A (für die Universität Oxford). Er studierte Vergleichende Literaturwissenschaften und Geschichte in Berlin und ging 1976 nach Oxford für Nachdiplomstudien, wo er anfing, sich für neutestamentliche Papyri zu interessieren. Dort trat er der Anglikanischen Kirche bei.
Seit 1978 lehrte er in Genf Literatur und organisierte zu der Zeit auch den ersten Stendhal-Kongress, behielt jedoch enge Verbindungen zu England, wo er 1982 auch heiratete. Danach lebte er in London, wo er einige Bücher publizierte. Bei der St.-Margaret’s-Gemeinde in Roehampton wurde er 1984 als Lektor in der anglikanischen Kirche lizenziert. Bis in die frühen 1990er Jahre arbeitete Thiede für mehrere Medienanstalten, unter anderem die BBC und ERF und als Redakteur beim R. Brockhaus Verlag. Später zog er nach Paderborn, wo er forschte sowie bei den britischen Truppen als Laienseelsorger und nach seiner Priesterweihe im Jahr 2000 als erster deutscher Militärkaplan (OCF) der britischen Armee diente.
An Weihnachten 1994 wurde Thiede einer breiten Öffentlichkeit bekannt, als die Times auf der Titelseite das Resultat eines Artikels veröffentlichte, den er zuvor in der Zeitschrift für Papyrologie und Epigraphik publiziert hatte. Thiede hatte Papyrusfragmente des Matthäusevangeliums, die 1901 in Oberägypten entdeckt wurden und im Magdalen College in Oxford aufbewahrt werden, aus paläographischen Gründen auf die 60er Jahre n. Chr. datiert. Diese Neudatierung des sogenannten Papyrus 64, dessen Entstehungszeit die bisherige Forschung um 200 n. Chr. angesetzt hat, wird von Paläographen und Papyrologen kritisiert. Ähnliches gilt für eine frühere Veröffentlichung Thiedes zu den Textfunden von Qumran, in der er, eine These des Spaniers José O’Callaghan Martínez aufgreifend, argumentierte, der Papyrus 7Q5 aus der Höhle 7 von Qumran enthalte Textpassagen des Markusevangeliums.
Im Auftrag der israelischen Antikenbehörde und in Zusammenarbeit mit der Staatsunabhängigen Theologischen Hochschule (STH) in Basel war Thiede 2001–2004 Mitleiter von Ausgrabungen westlich von Jerusalem, bei denen die Lokalisierung des im Neuen Testament erwähnten Dorfes Emmaus in der Nähe des heutigen Moza bestätigt wurde. Er lehrte als Gastprofessor für Umwelt- und Zeitgeschichte des Neuen Testaments an der STH und hatte einen Lehrauftrag an der Ben-Gurion-Universität im Negev in Beʾer Scheva/Israel.
Thiede war zuletzt unter anderem Rechtsritter des Johanniterordens, Präsident der Reinhold-Schneider-Gesellschaft und Mitglied im P.E.N.
Thiede starb im Alter von 52 Jahren nach einem Herzinfarkt. Er hinterließ drei Kinder.

## Schriften (Auswahl)
- Die älteste Evangelien-Handschrift? Das Markus-Fragment von Qumran und die Anfänge der schriftlichen Überlieferung des Neuen Testaments. R. Brockhaus, Wuppertal 1986, 4. Auflage 1994, ISBN 3-417-20502-6.
- (Hrsg.:) Das Petrusbild in der neueren Forschung. R. Brockhaus, Wuppertal 1987, ISBN 3-417-29316-2.
- (Hrsg.:) Reinhold Schneider. R. Brockhaus, Wuppertal 1988, ISBN 3-417-24101-4.
- (Hrsg.:) Wissenschaft und Literatur. R. Brockhaus, Wuppertal 1990, ISBN 3-417-24103-0.
- (Hrsg.:) Jesus-Interpretationen in der modernen Literatur. R. Brockhaus, Wuppertal 1991, ISBN 3-417-24104-9.
- (mit Ken Curtis:) Kirche in den Kinderschuhen. Die Anfänge des Christentums in Bildern und Texten. R. Brockhaus, Wuppertal/Zürich 1991, ISBN 3-417-24627-X.
- Funde, Fakten, Fährtensuche. Spuren des frühen Christentums in Europa. R. Brockhaus, Wuppertal/Zürich 1992, ISBN 3-417-24635-0.
- Religion in England. Darstellung und Daten zu Geschichte und Gegenwart. Gütersloher Verlagshaus, Gütersloh 1994, ISBN 3-579-00635-5.
- Wir in Europa. Wurzeln, Wege, Perspektiven. Hrsg. v. Presse- und Informationsamt der Bundesregierung  (= Ratschläge und Hinweise), Bonn 1995, ISSN 0177-3291.
- (Hrsg.:) Zu hoffen wider die Hoffnung. Endzeiterwartungen und menschliches Leid in der neueren Literatur. Bonifatius, Paderborn 1996, ISBN 3-87088-753-2.
- (mit Matthew D’Ancona:) Der Jesus-Papyrus. Die Entdeckung einer Evangelien-Handschrift aus der Zeit der Augenzeugen. Luchterhand, München 1996, ISBN 3-630-87983-7.
- Ein Fisch für den römischen Kaiser. Juden, Griechen, Römer: Die Welt des Jesus Christus. Luchterhand, München 1998, ISBN 3-630-87994-2.
- Bibelcode und Bibelwort. Die Suche nach verschlüsselten Botschaften in der Heiligen Schrift. Brunnen, Basel/Gießen 1998, ISBN 3-7655-3689-X.
- Wer bist du, Jesus? Schlaglichter auf den Mann, der in kein Schema paßt. Brunnen, Basel/Gießen 2000, ISBN 3-7655-1216-8
- Geheimakte Petrus. Auf den Spuren des Apostels. Kreuz, Stuttgart 2000, ISBN 3-7831-1857-3.
- (mit Matthew D’Ancona:) Das Jesus-Fragment. Kaiserin Helena und die Suche nach dem Kreuz. Ullstein, München 2000, ISBN 3-550-07146-9.
- (mit Gerd Lüdemann:) Die Auferstehung Jesu – Fiktion oder Wirklichkeit? Ein Streitgespräch. Brunnen, Basel/Gießen 2001, ISBN 3-7655-1241-9.
- (mit Urs Stingelin:) Die Wurzeln des Antisemitismus. Judenfeindschaft in der Antike, im frühen Christentum und im Koran. Brunnen, Basel/Gießen 2002, ISBN 3-7655-1264-8.
- Der Petrus-Report. Der Felsen der Kirche in neuem Licht. Sankt-Ulrich-Verlag, Augsburg 2002, ISBN 3-929246-85-6.
- Jesus. Der Glaube. Die Fakten. Sankt-Ulrich-Verlag, Augsburg 2003, ISBN 3-929246-95-3.
- (mit Ulrich Victor:) Antike Kultur und Neues Testament. Die wichtigsten Hintergründe und Hilfsmittel zum Verständnis der neutestamentlichen Schriften. Brunnen, Basel 2003, ISBN 3-7655-1324-5.
- Paulus. Schwert des Glaubens, Märtyrer Christi. Sankt-Ulrich-Verlag, Augsburg 2004, ISBN 3-936484-39-2.
- Jesus und Tiberius. Zwei Söhne Gottes. Luchterhand, München 2004, ISBN 3-630-88009-6.
- The Emmaus Mystery. Discovering Evidence of the Risen Christ. Continuum, 2005 (Taschenbuch 2006).
- Der unbequeme Messias. Wer Jesus wirklich war. Brunnen, Basel/Gießen 2006, ISBN 3-7655-3876-0.